# ITF Women's Circuit Sanya 2011
LITF Women's Circuit Sanya 2011 è stato un torneo di tennis facente parte della categoria ITF Women's Circuit nell'ambito dell'ITF Women's Circuit 2011. Il torneo si è giocato a Sanya in Cina dal 14 al 20 marzo 2011 su campi in cemento e aveva un montepremi di $25,000.

## Vincitori

### Singolare
Zhang Ling ha battuto in finale  Iryna Brémond con il punteggio di 3–6, 7–6(4), 6–2

### Doppio
Iryna Brémond /  Ani Mijačika hanno battuto in finale  Rika Fujiwara /  Hsu Wen-hsin con il punteggio di 3–6, 7–5, [12-10]